# HSD

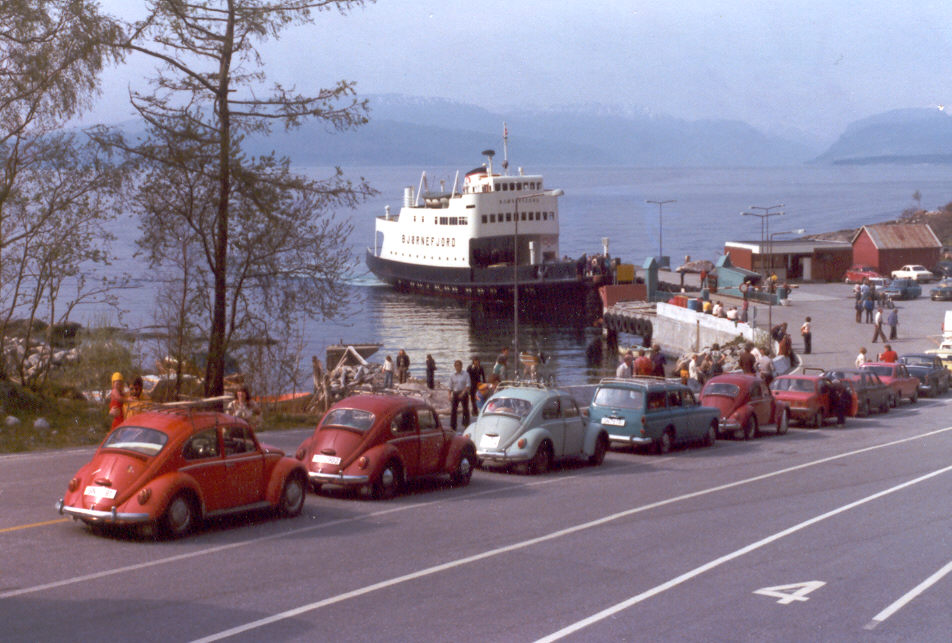
Färjan MF Bjørnefjord.

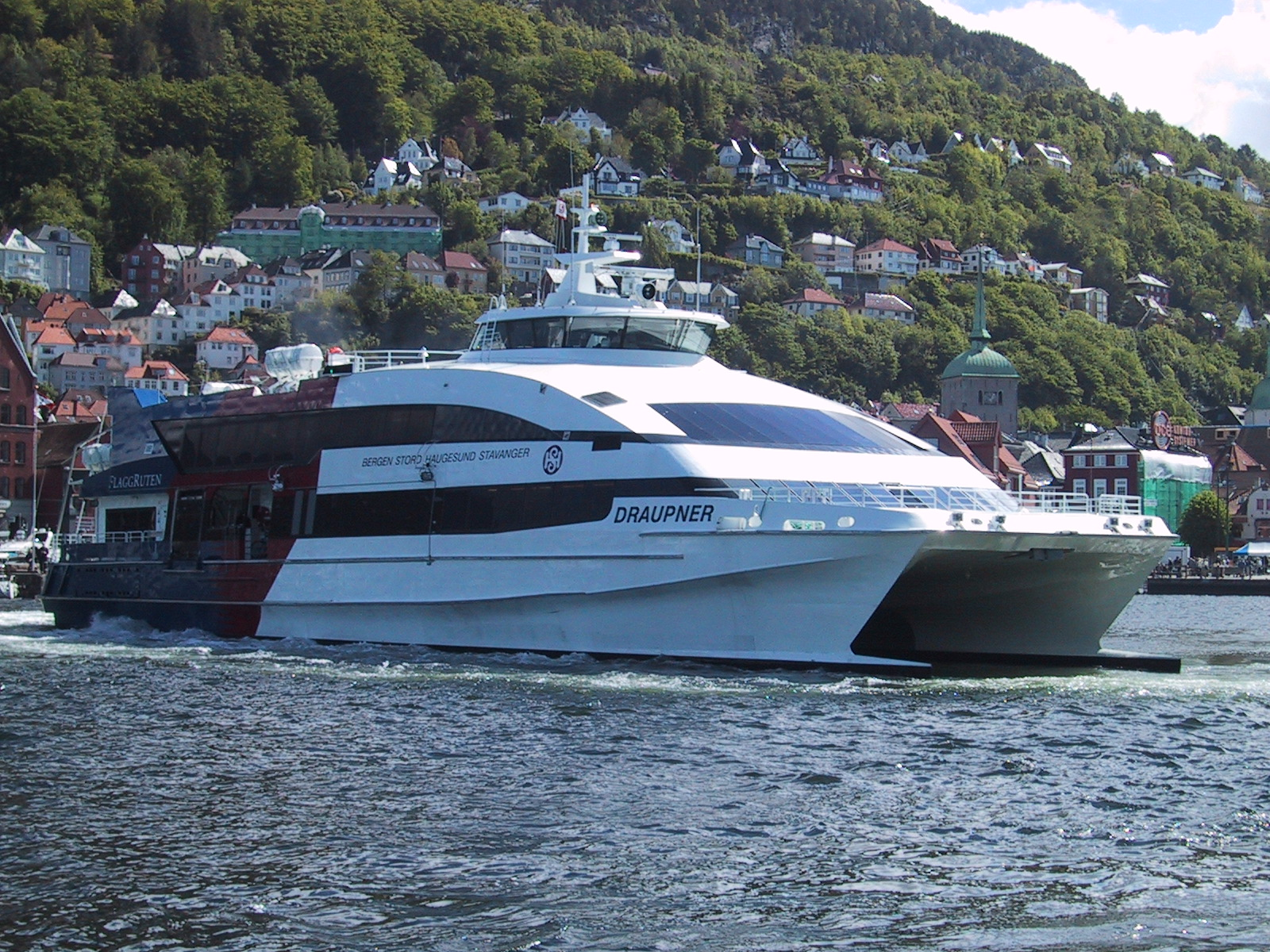
Färjan MS Draupner i Bergen.

HSD ASA (Hardanger Sunnhordlandske Dampskipsselskap) var en transportkoncern med huvudkontor i Bergen i Norge. Koncernen var noterad på Oslobörsen med förkortningen HSD.
År 2006 fusionerade företaget med Gaia Trafikk och bildade företaget Tide.
Företaget har idag[när?] 2 100 anställda över hela Norge och har under senare år delat upp verksamheten i tre dotterbolag:
- HSD Sjø AS
- HSD Buss AS
- HSD Transport AS* (Detta företag blev sålt till Posten år 2005. HSD har därmed avslutat sitt 125-åriga engagemang inom godstransport).

## Dotterbolag

### HSD Sjø
HSD Sjø driver snabbåtar och färjor i Hordaland fylke och "Flaggruten" mellan Bergen och Stavanger. Varje år reser 2 miljoner passagerare med HSD Sjø AS och år 2003 fraktade företagets båtar 4,6 miljoner bilar. HSD Sjø har 760 anställda, 31 färjor och 10 snabbåtar.

### HSD Buss
HSD Buss bedriver busstrafik i hela Hordaland fylke och har även flera expressbussar tillsammans med samarbetspartner i hela Sydnorge och Mittnorge. Företaget har 630 bussar och transporterade år 2003 totalt 15 miljoner passagerare.

### HSD Transport
HSD Transport drev godstransport med linjer över hela landet, och hade ett internationellt tillbud genom samarbete med Frans Maas Norge AS. HSD Transport blev eget aktiebolag den 1 januari 2001, och hade cirka 130 anställda. Posten som är företagets nya ägare, arbetar med att samordna aktiviteten med sina andra dotterbolag, Nor-Cargo och Nettlast.

## Företagsfakta
År 2003 hade företaget en omsättning på 1,83 miljarder norska kronor. Koncernen har cirka 2 100 anställda. Detta inkluderar de anställda i tidigare BNR som inkluderades i företaget vid årsskiftet 2001/2002, och anställda från Haugaland Billag som kom till hösten 2003. De flesta av dessa arbetar i dotterbolagen HSD Buss, HSD Sjø och i HSD Transport.

## Incidenter
HSD har varit omtalat i medierna, speciellt efter Sleipnerförlösningen den 26 november 1999 där MS Sleipner gick på grund och sjönk vid Store Bloksen utanför Haugesund. 16 människor omkom i katastrofen. Den 5 januari 2000 (ungefär en månad senare) kolliderade en annan snabbåt, MS Baronen, i sjön utanför Flesland flygplats vid Bergen. Båten tog in vatten, och fick åka till kajen vid Flesland. Alla de 32 passagerarna klarade sig från fysiska skador. MS Baronessa gick på grund vid Ranavik på Halsnøy 19 april 2004.